# Бјарн
Бјарн (фр. Biarne) насеље је и општина у источној Француској у региону Франш-Конте, у департману Јура која припада префектури Доле.
По подацима из 2011. године у општини је живело 361 становника, а густина насељености је износила 58,13 становника/km². Општина се простире на површини од 6,21 km². Налази се на средњој надморској висини од 222 метара (максималној 262 m, а минималној 192 m).

## Демографија
| 1962. | 1968. | 1975. | 1982. | 1990. | 1999. | 2011. |
| ----- | ----- | ----- | ----- | ----- | ----- | ----- |
| 108   | 146   | 152   | 255   | 355   | 354   | 361   |

График промене броја становника у току последњих година